# The Rundown
The Rundown (bra: Bem-Vindo à Selva; prt: Bem-Vindos à Selva) é um filme de comédia de ação de 2003 dirigido por Peter Berg.
Produzido pela WWE Studios, o filme teve a participação do brasileiro Cauã Reymond.

## Sinopse
Travis (Seann William Scott) parte para a Amazônia à procura da lendária Eldorado, mas seu milionário pai contrata Beck (Dwayne "The Rock" Johnson) para levá-lo de volta pra casa. Só que Travis convence Beck a ajudá-lo, mas eles terão que enfrentar Hatcher (Christopher Walken), que pretende chegar primeiro a Eldorado.

## Elenco
- Dwayne "The Rock" Johnson (Beck)
- Seann William Scott (Travis Alfred Walker)
- Rosario Dawson (Mariana)
- Christopher Walken (Cornelius Bernard Hatcher)
- Ewen Bremmer (Declan)
- Cauã Reymond (Michael)
- Jon Gries (Harvey)
- William Lucking (Walker)
- Ernie Reyes, Jr. (Jay Carillo "Manito")
- Stuart F. Wilson (Swenson)
- Dennis Keiffer (Naylor)
- Garrett Walken (Henshaw)
- Paul Power (Martin)
- Arnold Schwarzenegger (patrono do bar) (sem créditos)

## Recepção
O resumo foi calorosamente recebido pela crítica. Rotten Tomatoes relata que 71% de 145 críticos deram ao filme uma revisão positiva, com uma avaliação média de 6,4 em 10. Metacritic, que atribui uma pontuação média ponderada de 100 a opiniões de críticos convencionais, que dá o filme uma pontuação de 59 com base em 36 comentários.
Roger Ebert do Chicago Sun-Times deu ao filme 31/2 estrelas de 4, dizendo que "Os locais da selva dar ao filme uma textura e beleza que sublinha os personagens de tamanho porte".
Apesar da aclamação positiva, The Rundown foi uma ligeira falha de bilheteria, arrecadando pouco menos de  $81 milhões de dólares em todo o mundo em relação ao seu orçamento de $85 milhões, que faz uma sequência não inteiramente provável. O diretor Peter Berg tem interesse manifestado em fazer uma sequência para o filme, mas observa que "ninguém pode ficar motivado e focado o suficiente para fazê-lo".